# Хризокола
Хризокола — мінерал класу силікатів, водний силікат міді шаруватої будови, різновид монтморилоніту. Синоніми: зелень гірська, зелень мідна, камінь зелений, кремінь малахітовий, малахіт кременистий, малахіт мідний, сланець зелений, халькостактит.

## Етимологія та історія
Хризоколла відома з давніх часів. Назва хризокола походить від давньогрецького χρυσός (khrusós) і κολλα (kolla), що означає «золото» і «клей» відповідно (золотий клей), що є алюзією до назви матеріалу, який використовується для пайки золота. Вперше це слово вжив Теофраст у 315 році до нашої ери.

## Загальний опис
Хімічна формула:
- 1. За Є. К. Лазаренком: Cu3[Si4O10|(OH)2].
- 2. За К.Фреєм та «Fleischer's Glossary» (2022): (CuAl)2H2Si2O5(OH)4•nH2O.

Склад (у %): CuO — 45,2 %; SiO2 — 34,3; H2O — 20,5.
Домішки Al2O3, СаО, MgO, а також тонкодисперсні включення каолініту, опалу і мінералів заліза і манґану.
Сингонія ромбічна. Кристалічна структура близька структурі палигорськіту. Форма виділення — ниркоподібні, гроноподібні аґреґати, кірки, землиста або щільна емалевидна маса. Густина 1,9-2,3. Тв. 2-4. Колір яскраво- або блідо-блакитний до зеленувато-блакитного і блакитнувато-зеленого, рідше темно-бурий до чорного. Блиск скляний, восковий, матовий. Злом раковистий. Крихка.
Асоціація: малахіт, тенорит, галуазит, нонтроніт.

## Різновиди
Розрізняють:

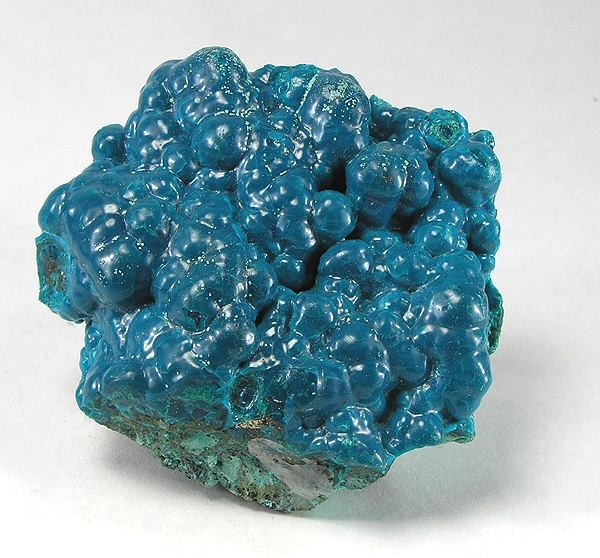
Хризокола

- хризоколу глиноземисту (суміш хризоколи з каолінітом),
- хризоколу-кварц (зростання хризоколи з кварцом),
- хризоколу колоїдальну (мінерал корнюїт — колоїдно-дисперсний мідний силікат, подібний до хризоколи, Люнебурзький степ, Ганновер, ФРН), піларит (суміш хризоколи з каолінітом),
- хризоколу пухирчасту (хризокола у вигляді пухирчастих аґреґатів, які утворюють кірочки на пісковику, зустрічається, напр., у родов. Джезказган),
- хризоколу фосфористу, демидовіт, ціанохальцит (різновиди хризоколи, що містять фосфор — до 9 % Р2О5) та ін.

## Поширення
Хризокола — поширений гіпергенний мінерал. Зустрічається в зоні окиснення мідних родовищ серед кременистих порід. Супутні мінерали: малахіт, азурит, куприт. 
Знахідки: Корнуолл (Англія), комуна Кокімбо, копальня Чукікамата в центральних Андах  (Чилі), поблизу Нижнього Тагілу, Уральські гори, Росія, поблизу Банської Бистриці, Словаччина, долина Тімна, Ізраїль, провінція Катанга, Республіка Конго, у США — штати Арізона, Нью-Мексико, Юта, штат Сонора, Мексика, Квінсленд, Австралія.
Крім тогоб зустрічається в багатьох родовищах мідних руд, особливо багаті родовища: Купферберг (Баварія), Ділленбург (Нассау), Шнеєберг (Саксонія), Купферберг (Сілезія), Обер-Рохліц, Штаркенбах (Богемія).

## Застосування
Мідна руда — коли утворюється локальне накопичення, хризоколла служить мідною рудою.
Декоративний камінь. Як дорогоцінний камінь. Хризоколла є популярним дорогоцінним каменем через його яскраву синьо-зелену плямисту поверхню. Однак через низьку твердість, водоутримання та схильність до розтріскування камінь дуже чутливо реагує на високі температури, а також на фізичні та хімічні навантаження.
Як мінерал міді хризокола має токсичну дію на певних живих істот і тому використовується, серед іншого, як добавка проти обростання для підводних фарб, особливо в суднобудуванні.

Два дуже схожі мінеральні зростки (скелі) також доступні в продажу: хризоколовий кварц — це суміш хризоколли та кварцу. Камінь Ейлат — це камінь, виготовлений з хризоколи, малахіту та бірюзи. Інша торгова назва, яка вводить в оману, — «Азуліта» для зросток хризоколи, азуриту, малахіту, куприту та діоптазу.